# Calanasan (Apayao)
Calanasan is een gemeente in de Filipijnse provincie Apayao op het eiland Luzon. Bij de laatste census in 2010 telde de gemeente bijna 12 duizend inwoners.

## Geografie

### Bestuurlijke indeling
Calanasan is onderverdeeld in de volgende 18 barangays:
| - Butao - Cadaclan - Don Roque Ablan Sr - Eleazar - Eva Puzon - Kabugawan - Langnao - Lubong - Macalino | - Naguilian - Namaltugan - Poblacion - Sabangan - Santa Elena - Santa Filomena - Tanglagan - Tubang - Tubongan |

## Demografie
Calanasan had bij de census van 2010 een inwoneraantal van 11.568 mensen. Dit waren 1.905 mensen (19,7%) meer dan bij de vorige census van 2007. Ten opzichte van de census van 2000 was het aantal inwoners afgenomen met 1.238 mensen (9,7%). De gemiddelde jaarlijkse groei in die periode kwam daarmee uit op -1,01%, hetgeen afwijkt van het landelijk jaarlijks gemiddelde over deze periode (1,90%).

De bevolkingsdichtheid van Calanasan was ten tijde van de laatste census, met 11.568 inwoners op 1256,15 km², 9,2 mensen per km².